# Peißen (Saalekreis)
Peißen is een plaats en voormalige gemeente in de Duitse deelstaat Saksen-Anhalt en maakt deel uit van de gemeente Landsberg in de Landkreis Saalekreis.
Peißen telt 1.019 inwoners.